# 马格努森-莫斯保修法
马格努森-莫斯保修法（英語：Magnuson-Moss Warranty Act，P.L. 93-637）是于1975年制定的一项管辖消费品保修的美国联邦法律（美國法典第15编 § 第2301節）。该法不要求所有商品都具有保修（商品可以“按原样”出售），但如有保修，保修须遵守该法。制定该法是为解决制造商以不公平或误导的方式在保修条款上套用免责声明。

## 目的
根据参与立法的美国众议院报告（House Report No. 93-1197, 93d Cong 2d Sess.），马格努森-莫斯保修法是国会为响应商人普遍滥用明示保证和免责声明而颁布的。立法史表明，该法的目的是使消费品的保用更易于理解和执行，并为聯邦貿易委員會提供更好的手段保护消费者。

## 所用定义
该法中含有多项定义：
- “消费者”指为个人使用而购买的买家。为转售而购买的买家不是消费者。[2]
- “供应商”指从事将消费品直接或间接提供消费者的业务的任何人。[3]
- “担保人”指提供书面担保或在隐含担保下承担某些义务的任何供应商或其他个人。[4]
- “消费品”是任何有形的一般个人财产，并通常用于个人、家庭或家族目的。确定某种产品是否为消费品需要根据具体情况进行实际调查。[5]
- “书面保证”（也称明示保证）是指由供应商向消费者销售消费品而做出的任何相关的书面承诺，其中涉及产品的材料和或工艺，并确认该产品无缺陷，或在特定时间内能满足一定的性能标准。
- 由州法律定义“隐含保用（英语：Implied warranty）”。马格努森-莫斯保修法仅对免责声明进行了限制，并为违规行为提供了补救措施。
- 命名：
  - 全面保修（full warranty）是符合联邦最低保修标准的产品。此类担保必须“明显指定”为全面保修。如果以下五项声明中的每一项保修条款和条件均属实，则为全面保修：
    - 没有限制隐含担保的期限。
    - 任何在保修期内拥有该产品的人都可获得保修服务，即保修受益人不限于第一购买者。[6]
    - 免费提供保修服务，包括免除对返还产品、在必要时拆装产品等成本费用。
    - 如果经过合理次数的尝试，担保人无法修妥产品，则根据消费者选择提供替代或全额退款。
    - 除非可以证明有合理义务，否则消费者不需要履行任何接受服务的先决条件，服务所需的通知除外。

  - 有限保修（limited warranty）不符合联邦最低标准。此类担保必须“明显指定”为有限担保。
- 多重担保（multiple warranty）为部分“全面”担保，部分“有限”担保。
- 服务合同（service contract）与保修不同，服务合同不确认消费品的质量与工艺。服务合同是一种书面文书，供应商同意在一定期限内或在特定期限内执行与维护或维修相关的服务，或两者兼有。
- 售出服务合同时隐含担保的免责与限制：

在产品上签订服务合同的消费产品销售商不得拒绝或限制隐含担保。对消费品提供书面保证的卖家不得放弃隐含担保，无论是否就其产品上签订了服务合同。但是，仅将服务合同作为服务合同公司代理商出售的消费品销售商并不自行延长书面保证，可以不对其销售的产品提供默示保证。

## 要求
通过书面保证向消费者保证消费品的任何担保人必须以简单和容易理解的语言充分和显着地披露联邦贸易委员会规定所要求的保证条款和条件。联邦贸易委员会制定了有关规定，治理消费者实际成本超过5美元的消费品保修条款和条件的披露。规则可在16 C.F.R. Part 700找到。
根据该法的条款，保修条款中的含糊不清的陈述向保修条款制定者不利的方向解释。
与此类似，服务合同必须以简单易懂的语言，充分、清楚、明确地披露其条款和条件。
担保人不能要求产品只在搭配本品牌部件使用时才提供保修。这通常称之为搭售（tie-in sales）规定，并常见于第三方计算机硬件（如内存、硬盘）等领域。

### 全面保修的要求
在全面保修期内，如果出现瑕疵、失效或不符合书面保证的故障，担保人：
- 可以在合理的时间内免费补救消费品；
- 不得对产品的任何隐含保证期限施加任何限制；
- 不得排除或限制因违反产品的任何书面或隐含保证而导致的间接损害，除非在保修层面出现明显的排除或限制[需要解释]；并且
- 如果产品或部件含有缺陷或故障，必须允许消费者在经过合理次数的维修尝试后选择全额退款或免费更换。

此外，担保人不得向任何消费者施加除通知外的任何责任，不得以此作为维修任何消费品故障、缺陷或不符合书面保证条件的要求。但是，担保人可能会要求消费者将有缺陷的物品退回到其购买地点以进行维修。

## 限制
该法不会使消费者在任何其他联邦法律下获得的任何权利或补救措施失效或受到限制；由于涉及到反托拉斯诉讼，它也不会取代联邦贸易委员会法。
该法不会使消费者在任何州法律下获得的任何权利或补救措施失效或受到限制。该法不是消费品担保的主导规定，虽然它规定了某些披露要求并作出了一些限制，但不影响其他担保法律。
尽管该法包括对消费品维修或更换部件的担保，但不包括对维修服务的担保。
如果担保人可以证明与被保证消费品有关的问题是由消费者或由于不合理使用（包括未进行合理和必要的维护）而造成，则完全保用的联邦最低标准将予免除。

## 该法规定的补救措施
该法旨在为消费者提供合理、有效的补救措施来解决消费者产品遭遇不予保修的局面。法规定了非正式的争端解决程序，以及由政府和私人方面提起的诉讼。
美国国会授权联邦贸易委员会颁布规则以鼓励使用替代性争议解决方案，并且全面保修可能需要调解和/或仲裁作为解决争议的第一步。
此外，联邦政府有权针对不符合法要求的供应商或担保人采取强制措施。
最后，消费者可因涉嫌违反马格努森-莫斯保修法而向法院寻求补救。如果争议金额超过5万美元，受供应商违约伤害的消费者可向联邦法院提起诉讼；如果原告人数超过100，则可采取集体诉讼。如果管辖金额与原告数不足这些要求，则只能在州法院提起诉讼。该法有效性的一个关键因素是，一般原告可能收回合理的诉讼费用，包括律师费。